# Massepha syngamiodes
Massepha syngamiodes là một loài bướm đêm trong họ Crambidae.